# Trichocentrum wagneri
Trichocentrum wagneri là một loài thực vật có hoa trong họ Lan. Loài này được Pupulin miêu tả khoa học đầu tiên năm 1995.